# Cheryl Saunders
Cheryl Anne Saunders (Quetta, Pakistán, 28 de agosto de 1944) es una profesora emérita laureada de la Universidad de Melbourne.

## Carrera
Saunders fue la primera mujer nombrada catedrática de la Facultad de Derecho de la Universidad de Melbourne. También fue directora fundadora de su Centro de Estudios Constitucionales Comparados.
Ha recibido varias condecoraciones en reconocimiento a su labor. En 1994 fue nombrada oficial de la Orden de Australia "por sus servicios a la ley y a la administración pública" y en 2003 recibió la Medalla del Centenario. En 2005, la Universidad de Córdoba le concedió el doctorado honoris causa. En 2009 fue elegida miembro de la Legión de Honor en Francia por sus servicios a la Académie Internationale de Droit Constitutionnel. Saunders es miembro de la Academia de Ciencias Sociales de Australia y miembro de la Fundación de la Academia Australiana de Derecho. En julio de 2018 fue elegida miembro de la Academia Británica. En 2022 recibió el Premio Tang en la categoría "Estado de derecho".